# De Kabouterschat
De Kabouterschat is een film uit 1999, geregisseerd door Bart Van Leemputten en geproduceerd en uitgebracht door Studio 100.
Het is de eerste film van Kabouter Plop en diens vrienden en ook de eerste film van Studio 100. Op 3 juli 2008 draaide de kabouterschat opnieuw in de bioscoop, met vernieuwde effecten, betere klankkwaliteit en nieuwe camerastandpunten. Sommige scènes waren ook ingekort.

## Het verhaal
Kabouter Klus (Aimé Anthoni) vindt tijdens de grote lenteschoonmaak een schatkaart in de schoorsteen van Kabouter Plop (Walter De Donder) zijn melkherberg. Kabouter Plop, Kabouter Klus, Kabouter Kwebbel (Agnes De Nul) en Kabouter Lui (Chris Cauwenberghs) gaan natuurlijk zoeken naar de grootse Kabouterschat.
Het eerste gevaar dat ze moeten trotseren, is het Kaboutermoeras, waar ze langs een wankele brug aan de overkant moeten geraken. Het volgende gevaar is het bos der duizend vogels, waar duizend vogels hun uitwerpselen naar beneden gooien. Het laatste gevaar is de grote mensenweg. Op die weg rijden auto's en de Kabouters moeten zo snel als ze kunnen die weg over, anders kan er misschien iets heel erg dodelijks gebeuren. Nadien moeten ze nog op zoek gaan naar de Boom met een gezicht. Bij die boom is de toegang voor de grot en wanneer ze deze dan ook vinden, komen ze bij de Kabouterschat terecht.
Onderweg komen ze twee nieuwe vrienden tegen: Kabouter Paf (Fred Van Kuyk) en Kabouter Pif (Katrien Devos), waar Lui een oogje op heeft.

## Rolverdeling
| Acteur             | Personage        |
| ------------------ | ---------------- |
| Walter De Donder   | Kabouter Plop    |
| Aimé Anthoni       | Kabouter Klus    |
| Chris Cauwenberghs | Kabouter Lui     |
| Agnes De Nul       | Kabouter Kwebbel |
| Katrien Devos      | Kabouter Pif     |
| Fred Van Kuyk      | Kabouter Paf     |
| Clara Cleymans     | Liese            |
| Karin Jacobs       | Moeder van Liese |
| Luk Alloo          | Vader van Liese  |